# UFO Hunters
UFO Hunters (br: Caçadores de Óvnis) foi uma série de TV estadunidense transmitida pelo History de 2008 a 2009.

## Sinopse
Uma equipe auto-intitulada Caçadores de óvnis investiga diferentes casos de objetos voadores não identificados, conseguindo vídeos e documentos inéditos, bem como entrevistas novas e reveladoras.

### Primeira temporada
A primeira temporada foi ao ar de 30 de janeiro a 7 de maio de 2008.
| Episódio | Título                                               | Exibido em              |
| --- | ---------------------------------------------------- | ----------------------- |
| 1 | "The UFO Before Roswell / Os óvnis antes de Roswell" | 30 de janeiro de 2008   |
| Os caçadores dão uma olhada no pouco conhecido Caso da Ilha Maury, que aconteceu duas semanas antes do famoso Caso Roswell. |                                                      |                         |
| 2 | "USOs / Ósnis"                                       | 6 de fevereiro de 2008  |
| A equipe checa relatos de objetos submersos não identificados (ósnis). |                                                      |                         |
| 3 | "Abductions / Abduções"                              | 13 de fevereiro de 2008 |
| Os investigadores fazem uma retrospectiva do famoso Caso Hill e depois observam a retirada cirúrgica de um suposto implante alien da perna de um homem.                                                                                          |                                                      |                         |
| 4 | "Crash and Retrieval / Queda e resgate"              | 20 de fevereiro de 2008 |
| Os caçadores procuram averiguar duas possíveis quedas de óvnis no México: uma em 1974, em Coyame, e outra em 2007, em Xilitla. |                                                      |                         |
| 5 | "Military vs. UFOs / Militares vs. óvnis"            | 27 de fevereiro de 2008 |
| Os pesquisadores reabrem o Caso da Floresta Rendlesham, de 1980. |                                                      |                         |
| 6 | "Cops vs. UFOs / Policiais vs. Óvnis"                | 5 de março de 2008      |
| Os caçadores buscam relatórios policiais da Flórida e do Reino Unido que envolvam encontros de patrulheiros com óvnis. |                                                      |                         |
| 7 | "Reverse Engineering / Engenharia copiada"           | 12 de março de 2008     |
| A equipe investiga rumores de que aviões militares avançados, como o SR-71 Blackbird e o B-2 Spirit Bomber, foram projetados a partir de engenharia reversa de tecnologia alien.                                                                 |                                                      |                         |
| 8 | "Vortexes / Vórtices"                                | 19 de março de 2008     |
| A equipe inestiga o Vale Hudson em Nova Iorque, e Stonehenge na Grã-Bretanha, para determinar o que tornaria esses lugares supostamente atraentes para óvnis                                                                                     |                                                      |                         |
| 9 | "Alien Contact / Contato alienígena"                 | 2 de abril de 2008      |
| Os caçadores investigam os estranhos casos de dois homens, um de Cleveland, Ohio e outro de Suffolk, Virginia, para ver se há evidência de que eles tiveram contato com seres extraterrestes.                                                    |                                                      |                         |
| 10 | "Invasion Texas: 2008 / Invasão do Texas"            | 9 de abril de 2008      |
| A equipe procura checar os avistamentos em massa de óvnis ocorridos em janeiro de 2008 entre Fort Worth e Houston, Texas, nos Estados Unidos. |                                                      |                         |
| 11 | "UFO Dogfights / Combates aéreos com óvnis"          | 16 de abril de 2008     |
| Investigação sobre as alegações de dois pilotos de caça, um irariano e outro peruano, relativas a combates com óvnis. |                                                      |                         |
| 12 | "Code Red / Código vermelho"                         | 30 de abril de 2008     |
| A equipe entrevista um controlador militar de tráfego aéreo sobre um incidente ocorrido em 7 de outubro de 1965 na Edwards Air Force Base em Palmdale/Lancaster, na Califórnia (Estados Unidos), quando sete óvnis sobrevoaram a base por horas. |                                                      |                         |
| 13 | "The NASA Files / Os arquivos da NASA"               | 7 de maio de 2008       |
| A equipe entrevista astronautas, engenheiros e cientistas da NASA para descobrir se a agência espacial sabe mais sobre óvnis do que aparenta. |                                                      |                         |

### Segunda temporada
A segunda temporada foi ao ar de 29 de outubro de 2008 a 25 de fevereiro de 2009.
| Episódio | Título                                            | Exibido em              |
| --- | ------------------------------------------------- | ----------------------- |
| 14 | "Invasion Illinois / Invasão de Illinois"         | 29 de outubro de 2008   |
| Os caçadores investigam um avistamento em massa de óvnis ocorrido em 2004 em Tinley Park, Illinois, nos Estados Unidos, onde algumas testemunhas acreditam ter visto três objetos separados, enquanto outras pensam tratar-se de um único óvni triangular de quase 500 metros de extensão.                                                                           |                                                   |                         |
| 15 | "UFO Emergency / Emergência não identificada"     | 5 de novembro de 2008   |
| Os caçadores reabrem famos casos policiais não resolvidos envolvendo avistamentos em massa de óvnis, como os de 1994 em Trumbull County, Ohio e o de 2000 em Millstadt, Illinois. |                                                   |                         |
| 16 | "Heartland Explosion"                             | 12 de novembro de 2008  |
| A equipe investiga relatos do barulho de uma explosão ocorrido em 16 de abril de 2008 em Kokomo, Indiana, nos Estados Unidos, que ecoou por toda a área central e foi supostamente seguido por visões de um objeto de fogo no céu nocturno. |                                                   |                         |
| 17 | "First Contact / Aurora, Texas: Primeiro Contato" | 19 de novembro de 2008  |
| A equipe investiga a história da queda de um óvni em 1897 em Aurora, Texas, onde os habitantes contam rumores de terem enterrado o corpo de um suposto piloto alien no seu cemitério local e de terem jogado fora os restos de sua espaçonave. |                                                   |                         |
| 18 | "The Real Roswell / A verdade sobre Roswell"      | 3 de dezembro de 2008   |
| Os caçadores investigam o Caso Roswell, ocorrido em julho de 1947. |                                                   |                         |
| 19 | "Arizona Lights"                                  | 10 de dezembro de 2008  |
| Os caçadores investigam relatos de um avistamento em massa de uma aeronave triangular ocorrido em 21 de abril de 2008, nos Estados Unidos. |                                                   |                         |
| 20 | "Lost UFO Files / Arquivos de óvnis perdidos"     | 31 de dezembro de 2008  |
| A equipe sonda os arquivos da Universidade do Arizona para rever as notas do falecido investigador de óvnis James E. McDonald e traz à luz sua pesquisa que permaneceu dormente desde a sua morte em 1971. |                                                   |                         |
| 21 | "Alien Fallout / Precipitação radioativa"         | 14 de janeiro de 2009   |
| Os investigadores dão uma olhada em contatos imediatos do segundo grau, como o Caso Cash-Landrum, de 29 de dezembro de 1980, no qual os envolvidos, Betty Cash, Vickie e Cody Landrum, clamaram terem encontrado um grande objeto flamejante em forma de diamante voando sobre uma estrada, o qual emitia calor intenso e os teria contaminado com radiação.         |                                                   |                         |
| 22 | "UFO Storm / Tempestade de óvnis"                 | 28 de janeiro de 2009   |
| A equipe se junta ao pesquisador de óvnis Nick Pope e investiga uma recente onda de histeria UFO no Reino Unido, que começou logo depois que o Ministério da Defesa desclassificou uma série de documentos em maio de 2008. |                                                   |                         |
| 23 | "Giant UFOs / Óvnis gigantes"                     | 4 de fevereiro de 2009  |
| A equipe investiga casos de avistamentos de óvnis gigantescos na Inglaterra. |                                                   |                         |
| 24 | "Aliens at the Airport / Óvnis no aeroporto"      | 11 de fevereiro de 2009 |
| Os caçadores investigam o crescente número de encontros entre aeronaves comerciais e óvnis, em especial um incidente ocorrido em novembro de 2006 O'Hare International Airport em Chicago e outro em 2004 em Osaka, no Japão. |                                                   |                         |
| 25 | "Alien Crashes / Quedas intrigantes"              | 18 de fevereiro de 2009 |
| Os caçadores tentam encontrar o que os militares acobertaram na queda de um objeto desconhecido ocorrida em maio de 2008 em Needles, Califórnia, e dão uma olhada em outro incidente famoso de queda de óvni, o Incidente de Kecksburg, na Pensilvânia, onde os militares supostamente se esforçaram para limpar as evidências e em intimidar as testemunhas locais. |                                                   |                         |
| 26 | "Area 51 Revealed / A Área 51"                    | 25 de fevereiro de 2009 |
| A equipa encontra novos lugares para espionar atividades recentes na Área 51, que na última década, adquiriu mais terras públicas para aumentar a segurança do perímetro, construiu novas torres, edifícios e pistas para o desenvolvimento contínuo de aeronaves ultrassecretas.                                                                                    |                                                   |                         |

### Terceira temporada
O canal History terminou a terceira temporada da série abertamente em 20 de maio de 2009 e os últimos quatro episódios produzidos nunca foram ao ar, até que Bill Birnes encabeçou uma petição online para o canal continuar a série. Em 29 de outubro de 2009 o canal History levou ao ar os quatro últimos episódios numa maratona de quatro horas.
| Episódio | Título                                                    | Exibido em            |
| -------- | --------------------------------------------------------- | --------------------- |
| 27       | "Giant Triangles / Triângulos Voadores"                   | 18 de março de 2009   |
| 28       | "Underground Alien Bases / Bases Alienígenas Submarinas"  | 25 de março de 2009   |
| 29       | "The Greys Conspiracy / A Conspiração Cinza"              | 1 de abril de 2009    |
| 30       | "Underwater Alien Bases / Bases Alienígenas Subterrâneas" | 8 de abril de 2009    |
| 31       | "Nazi UFOs / OVNIs Nazistas"                              | 22 de abril de 2009   |
| 32       | "Alien Harvest / Abate Extraterrestre"                    | 29 de abril de 2009   |
| 33       | "UFO Relics / Restos de OVNIs"                            | 6 de maio de 2009     |
| 34       | "Underwater Area 51 / Área 51 Submarina"                  | 13 de maio de 2009    |
| 35       | "UFO Surveillance / Vigilância Espacial"                  | 20 de maio de 2009    |
| 36       | "Dark Presence / Presença Sombria"                        | 29 de outubro de 2009 |
| 37       | "First Response / Primeira Resposta"                      | 29 de outubro de 2009 |
| 38       | "The Silencers / Os Silenciadores"                        | 29 de outubro de 2009 |
| 39       | "Area 52 / Área 52"                                       | 29 de outubro de 2009 |